# Bromus polyanthus
Bromus polyanthus là một loài thực vật có hoa trong họ Hòa thảo. Loài này được Scribn. ex Shear mô tả khoa học đầu tiên năm 1900.